# Bianor wunderlichi
Bianor wunderlichi är en spindelart som beskrevs av Dmitri Viktorovich Logunov 2000 [200. Bianor wunderlichi ingår i släktet Bianor och familjen hoppspindlar. Inga underarter finns listade.